# Teclados Fritos
Teclados Fritos fue una banda de rock surgida en Las Palmas de Gran Canaria a mediados de los años 1970. Su propuesta combinó rock progresivo con elementos de glam y nueva ola, y destacó por una estética escénica de inspiración glam. Publicaron dos álbumes de estudio y un maxisencillo entre 1978 y 1983. Tras su proyección en Canarias dieron el salto a Madrid a comienzos de los años 80.

## Historia
El origen del grupo se sitúa en Las Palmas, con una formación clásica integrada por José María Suárez (voz y bajo), Manolo Benítez (guitarra), Jaime Llorca (teclados y voz) y los baterías Emilio Molina y, posteriormente, Pepe Torres.
En 1978 editaron su primer LP, Teclados Fritos, con Movieplay/Fonomusic. 
Su segundo trabajo, Decadencia (Mayra, 1980/1981), supuso una aproximación mayor a la nueva ola, manteniendo elementos del sinfonismo inicial.
En 1983 publicaron el maxisencillo Crisis de personalidad (Columbia), producido por Teddy Bautista.

## Vinculación con el movimiento LGTB durante la Transición
El 23 de junio de 1979, Teclados Fritos participó en el «Día de la Liberación Homosexual» celebrado en el Pabellón López Socas (Las Palmas de Gran Canaria), organizado por el Colectivo Canario de Mujeres y Hombres Homosexuales y en solidaridad con la Coordinadora de Frentes de Liberación Homosexual del Estado Español. La convocatoria, recogida en la hemeroteca de la Universidad de Las Palmas de Gran Canaria, anunciaba la actuación de «conjuntos de rock, Teclados Fritos, [y] agrupaciones folklóricas».
La prensa local ha señalado este evento como una de las primeras concentraciones del Orgullo en la ciudad, destacando la presencia musical del grupo.
Balances históricos posteriores recogen que en las primeras convocatorias participaron «conjuntos de rock, como Teclados Fritos», dentro de un movimiento emergente que se articulaba en torno a plataformas estatales.

## Discografía
Álbumes
- Teclados Fritos (LP, Movieplay/Fonomusic, 1978).[3][4]

- Decadencia (LP, Mayra, 1980/1981).[2][6]

Maxisencillos
- Crisis de personalidad (Maxi 12", Columbia, 1983), prod. Teddy Bautista.[13][9]

## Publicaciones relacionadas
En 2009 se editó el discolibro Aventuras y desventuras de una banda de rock’n’roll (Los 80 Pasan Factura), escrito por José María Suárez, que repasa la trayectoria del grupo.

## Proyectos relacionados
Al finalizar la etapa de Teclados Fritos, varios miembros participaron en el grupo Besos Rabiosos.